# مارتن أدولف أندرسن
مارتن أدولف أندرسن (بالنرويجية البوكمول: Martin Adolf Andersen)‏ هو فلاح وسياسي نرويجي، ولد في 17 يناير 1844 في النرويج، وتوفي في 21 ديسمبر 1927. حزبياً، نشط في الحزب الليبرالي. وقد انتخب عضو برلمان النرويج ‏ (1889 – 1891).